# Iča Putrih
Iča Putrih, rojena kot Marija Kos, slovenska humoristka; * 6. februar 1942, Ljubljana, † 18. april 2019.
Rodila se je v Ljubljani, v družini s tremi otroki, in mladost preživljala v Dravljah. Pri 14 letih in pol, takoj po končani gimnaziji, se je zaposlila kot tajnica. Kasneje je bila med drugim zaposlena kot tajnica tudi na Delu. Več let je na humorističnih nastopih sodelovala s humoristom in pevcem Marjanom Roblekom - Matevžem, kot humoristka pa je dve leti nastopala tudi z Avseniki.
Bila je trikrat poročena in mati dveh otrok, sina in hčere. Sin je umrl pri 16 letih zaradi raka. Umrla je v 77. letu starosti po hudih zdravstvenih zapletih s črevesjem.